# Phymatodiscus ignesemovens
Phymatodiscus ignesemovens es una especie de arácnido del orden Mesostigmata de la familia Trachyuropodidae.

## Distribución geográfica
Se encuentra en Nueva Guinea.